# 最上Moga
最上もが（日语：もがみ もが，1989年2月25日—），日本東京都出生，是日本偶像、演員及寫真女星。暱稱為もがちゃん（英語：Moga Chan）。曾經是偶像團體電波組.inc的一員，口號為「穿越宇宙金色的異端兒（日语：宇宙を駆ける金色の異端児）」，代表色為紫色。

## 簡歷
有過尼特族和隱蔽人士的時期，最上的熟人插畫家正好在為電波組.inc設計服裝，邀請了最上於2011年10月21日，去Meme Tokyo主辦的發表會活動做接待人員的打工，被製作人福嶋麻衣子發現並聘請她，之後便在2011年12月25日與藤咲彩音一同加入了電波組.inc。新成員發表時，是在原宿 Astro Hall 舉辦、電波組.inc的第一場獨立演唱會，亦為跡部みぅ的畢業演唱會「聖夜、宇宙中迴響著電波組.inc的愛和勇氣和一些電波～電波LIFE不會結束～」，跡部帶來了兩個驚喜大箱子，最上及藤咲就從裡面登場。
從聘請到決定加入中間的時間，最上再次跟福嶋有見面的時機，但當時福嶋喝得醉醺醺，最上覺得｢不可能在喝醉酒時邀請人從 Toys Factory 出道吧」所以拒絕了。隔天福嶋再次以「想要以平常的樣子見面」的信件約出了最上，最上自己對於偶像的想法是「從出生到成長的環境都很好的人才能做的職業」「黑長髮感覺很乾淨的人」，以此為理由想拒絕福嶋。福嶋則回應「全員都是御宅族所以沒問題的。」而讓最上決定加入。
之所以福嶋會讓最上加入，是因為想要「像早安少女組。的後藤真希加入時流行起來一樣、抓住楔機加入金髮耀眼的女孩。」，「想要與目前的電波組.inc 有不同外表及內心的異分子，就在此時看到了，與心裡的那幅圖相同的人。」。
2012年5月23日，加入電波組.inc後的首張單曲「でんぱれーどJAPAN/強い気持ち・強い愛」發行。在2013年，白泉社主辦的「NEXT Gravure Queen Battle（日语：NEXTグラビアクイーンバトル）」中獲得優勝。2014年3月12日發售的單曲「サクラあっぱれーしょん」初回限定最上もが盤中，收錄了由CHARA作詞作曲的個人單曲 New Romantic（日语：ニューロマンティック）。2014年7月 - 12月，於特攝連續劇「超人力霸王銀河S」中扮演宇宙人角色安德羅伊德·One 傑洛。
2017年8月6日，於部落格中寫下「無法取得心和身體的平衡，變得很難再進行電波組.inc的活動」的理由，自電波組.inc中脫退。
2018年8月15日，轉至個人事務所復出。

## 人物
喜歡吃水果，特別愛草莓、桃子、西瓜。喜歡的語句為「四面楚歌」，因為「喜歡它的發音跟字面外型」。身高162公分，是電波組.inc中第三高。
出生時是早產兒所以基本上體力並不好，2012年和2014年共有二次因身體不適而進行休養。當初還不曉得體質虛弱，直到2012年那次休養才從媽媽那邊得知自己是早產兒。
小時候喜歡運動跟畫畫。學生時代曾經學過游泳、鋼琴、插花、芭蕾。小學高年級後，被男生對她的外表施以言語暴力，也因為被「女生小團體」討厭而變得不善跟人接觸，也是之後約8年間都沈迷於網路遊戲的主要原因。最上述懷著說「不笑等級的網遊廢人（日语：笑えないレベルのネトゲ廃人）」。從這些的生活裡，電波組.inc將之提出來列為「網路遊戲宅」分類。
在部落格中發言說服力很強，受到來自女性層的高度評價。

## 演出

### 綜藝節目
- 大久保之夜（日语：大久保じゃあナイト） （2013年10月5日 - 2014年3月23日、TBS電視台）
- 野望応援バラエティ ノブナガ （2014年3月15日、CBC）
- オトナへのトビラTV（2014年4月24日、5月1日、9月25日、10月16日、NHK教育頻道）
- おーくぼんぼん （2014年4月25日、TBS電視台）
- 林先生の痛快!生きざま大辞典（2014年5月6日、TBS電視台）
- DOWN TOWN DX（2014年5月8日、讀賣電視台） - 夢眠、最上、成瀬3人演出
- ザ!世界仰天ニュース 年末年始で9時間 仰天しっぱなし!今年は色々あったねSP（2014年12月17日、日本電視台）
- 着信御礼!ケータイ大喜利（2015年1月11日、NHK綜合頻道）

### 電視連續劇
- 怪速少女（2012年10月6日 - 10月20日、NHK教育頻道）
- 離婚萬歲（2013年10月、富士电视台）-饰演 最上もが
- 超人力霸王銀河S（2014年7月15日 - 12月23日、東京電視台）-飾演 Android．One Zero（Mana）[37]
- 重版出来!（2016年4月、TBS电视台）-饰演 梨音
- 愛在香港（2017年10月9日 - 10月30日、每日放送） - 飾演 艾莉

### 電影
- 劇場版 超人力霸王銀河S 決戰!力霸王10勇士!!（2015年3月14日、松竹媒體事業部）- 飾演 Mana

### CM
- 華歌爾「シャキッとブラ 2013 A/W」（只有最上出演，歌曲由電波組.inc演唱）[38]
- Mobage「ナイツオブグローリー　激闘グリフォン篇、さらに4人の絆篇」[39]
- 集英社「『Terra Formars ~火星任務~』原創影像電影（最上もが篇）」（2014年10月 - 2015年1月）[40]

### 平面模特兒
- 大頭貼貼紙機「Mew」（2014年、株式会社IMS）

## 書籍
- 紙本寫真集
  - 「スーパーヒロイン写真集 アンドロイド・ワンゼロ×最上もが」（2015年、小學館）[41]
- 電子寫真集
  - 月刊 でんぱ組.inc×米原康正（最上もが EDITION） （页面存档备份，存于）（2013年5月27日、月刊デジタルファクトリー、月刊系列）

## 註腳

## 外部連結
- 最上もが官方部落格-もがたんぺぺぺ （页面存档备份，存于） - Ameba
- 最上Moga的X（前Twitter）
- 最上Moga的Instagram帳戶
- もが単TALK WARS （页面存档备份，存于）